# Világok harca (South Park)
A Világok Harca (Make Love, Not Warcraft) a South Park című animációs sorozat 147. része (a 10. évad 8. epizódja). Elsőként 2006. október 6-án sugározták az Egyesült Államokban. Magyarországon 2007. november 16-án mutatta be a Cool TV.

## Cselekmény
|  | Alább a cselekmény részletei következnek! |

A fiúk a World of Warcrafttal játszanak, amikor hirtelen egy ember megöli Kenny karakterét, majd Stan, Kyle és Cartman karakterét, emiatt telefonálnak a Blizzard-nak, hogy elpanaszolják a hírt. A Blizzard szerint ennek az embernek nincs élete, illetve képes megölni az adminokat is.
A fiúk elhívják barátaikat egy gyűlésre. Eközben Randy Marsh, Stan apja is megvette a játékot, de ő is áldozatául esik a titokzatos embernek. A gyűlésen mindenkit elhívnak a Kobold erdőbe, hogy együtt nézzenek szembe a gonosszal. A gyűlésen kiderül, hogy Butters nem a WoW-val játszik, hanem a Hello Kitty Kalandjaival, de a fiúk megzsarolják, hogy ha nem lesz ott a találkozónál, akkor "megfingatják".
A találkozóra mindenki eljön, de Butters is Törp karaktert készített, pont olyan, mint amilyen Cartman karaktere, ezért inkább elküldi Butters-t. Ezután a harc elkezdődik, de Clyde abbahagyja a játékot, és inkább Playboy magazint olvas. Sajnos a gyilkos mindenkit megöl, még a hívatlanul érkezett Randy Marsh-ot is. Ekkor mindenki abbahagyja inkább a játékot, de Cartman meggyőzi barátait, hogy rengeteg disznó megölésével elérhetik a tömeggyilkos szintjét.
Telnek a hetek, a fiúk egyre inkább pattanásosak és elhízottak lettek. A Blizzard felfigyelt rájuk, ezért eljuttatják hozzájuk az Ezer igazság kardját, amit legendák öveznek át. A csata megkezdődött, de képtelenek megölni még ilyen erősen is a gonoszt. Eközben a Blizzard két embere eljutott Stan-ék házához, de csak eljutnak a városba, de csak Randy Marsh-sal tudnak beszélni, aki belépett a felhasználói fiókjába és odaadta fiának a legendás fegyvert. Ennek segítségével ölték meg a főgonoszt, és teremtettek békét Azeroth világában. Ezután nyugodtan játszhattak tovább.
|  | Itt a vége a cselekmény részletezésének! |

## Kenny halála
- Kenny karaktere kétszer esett a gyilkos áldozatául, de a többiekét szintén megölte.

## Utalások
- Amikor Randy ellopja az autót és a sofőrt kidobja belőle, utalnak a Grand Theft Auto sorozatra.
- Az epizód teljes mértékben a World of Warcraft világára és népszerűségére utal.

## Érdekességek
- Az epizód kezdőzenéjét már nem a Primus írta hanem a Colonel Les Claypool's Fearless Flying Frog Brigade „Whamola”.
- Pip, Dog Poo, Bill, Terrance, Fosse és Butters nem játszanak a WoW-val.
- Ez az utolsó olyan rész az évadban, amiben Stan és Kyle használja a "Te jó ég, kicsinálták Kenny-t! Te szemét!" mondatot. Legközelebb a 13. évad B.A.Sz. című részében használják.
- A South Park alkotói segítséget kaptak a Blizzard fejlesztőitől az epizód elkészítésében. Első körben maguk szerették volna létrehozni a jeleneteket, majd a Blizzard beleegyezése után egy kisebb fejlesztői csoport kitelepült hozzájuk. [1]

## Bakik
- Cartman azt mondja, hogy Westfall területén lesz a gyülekező, viszont az Arathi Felvidéken (Arathi Hightlands) találkoznak. Bár a Blizzardnál már Arathi felvidéket mondanak.
- Amikor harcolnak az epizód végén, Cartman WC-zik, de Stan nem ül a saját székén, viszont a karaktere mégis mozog a játékban.
- Amikor Randy a munkatársának mutatja a játékot, azt mondja, hogy vadász, pedig harcos karakterrel van.
- Kenny karaktere vadász, ami akkor a  humán fajnál még nem volt elérhető.